# Konami Yoshida
Konami Yoshida (吉田 小南美 Yoshida Konami?,  Tokio, Japón, 6 de junio de 1967) es una actriz de voz japonesa, afiliada a Quatrestella. Entre otros trabajos, es reconocida por ser su personaje de Umi Ryūzaki en Magic Knight Rayearth.

## Filmografía

### Anime
- Angel Heart como Kaori Makimura (pequeña)
- Bobobo como Gunkan (pequeño)
- Detective Conan como Mizuki Kawaguchi y Yumi Morimoto
- Digimon Adventure 02 como Michael y Syakomon
- Digimon Xros Wars-Hunters como Isamu Kaneda
- Futari wa Pretty Cure como Seiko Taniguchi
- GeGeGe no Kitarō (1996) como Yoshie (pequeño)
- Go! Anpanman como Yuzuhime
- Kaitou Saint Tail como Kanako Shimamura
- Kinnikuman Nisei como Meat Alexandria
- Kyūketsuhime como Yuki Fujimura
- Magic Knight Rayearth como Umi Ryūzaki
- Mahōjin Guru Guru como Kukuri
- Majutsushi Orphen como Leki y Elkalena
- Miracle Girls como Nana Takamura
- Mobile Suit Victory Gundam como Martina Kranskie, Mizuho Minegan y Sofía Ierines
- Momoiro Sisters como Keiko Fukuya
- Nube El Maestro del Infierno como Hanako-san
- One Piece como Carol
- Pokémon como Kiyomi
- Pokémon Advanced como Chirutto
- Sailor Moon como Cenicienta
- Saint Seiya Omega como Shunrei
- ToHeart 2 como Ruri Himeyuri
- Zatch Bell! como Gash Bell (episodios 141-150), Elly, Fango y Robnos

### OVAs
- Bastard!! como la Princesa Sheila
- Galaxy Fraulein Yuna como Rucia
- Kite como Sawa
- Mobile Suit Gundam 0080: War in the Pocket como Dorothy
- Rayearth como Umi Ryūzaki
- ToHeart 2 como Ruri Himeyuri
- ToHeart 2 AD como Ruri Himeyuri

### Películas
- Kinnikuman Nisei como Meat Alexandria
- Mobile Suit Gundam F91 como Hein Kochun
- Pretty Cure All Stars New Stage 3: Eien no Tomodachi como Yumeta
- Smile PreCure!: Ehon no naka wa minna chiguhagu! como Issun Boushi

### Videojuegos
- 3rd Super Robot Taisen Alpha to The End of the Galaxy como Nana Izumi
- Arc The Lad como Kukuru
- Arc The Lad: El Crepúsculo de las Almas como Choco
- Fullmetal Alchemist 3: Kami o Tsugu Shoujo como Norns
- Kinnikuman Generations como Meat
- Kinnikuman Muscle Generations como Meat
- Kinnikuman Muscle Grand Prix MAX como Meat y Silver Mask
- Kinnikuman Nisei: New Generation Choujins vs. Legend Choujins como Meat
- Magic Knight Rayearth como Umi Ryūzaki
- Star Ocean como Fear Mell y Milly Kiliet
- Super Adventure Rockman como Roll
- Super Monkey Ball como Meemee

### CD dramas
- Dragon Quest IV como Alena Zamovska
- Dragon Quest V como Ryuka
- Dragon Quest VI como Barbara

### Doblaje
- Doug de Disney como Patti Mayonnaise

## Música
- Interpretó el tema Setsunakute para la segunda temporada de Magic Knight Rayearth.